# Radvanovce
Radvanovce – wieś (obec) na Słowacji położona w kraju preszowskim, w powiecie Vranov nad Topľou. Pierwsze wzmianki o miejscowości pochodzą z 1349 roku.
Według danych z dnia 31 grudnia 2012 roku, wieś zamieszkiwało 211 osób, w tym 117 kobiet i 94 mężczyzn.
W 2001 roku pod względem narodowości i przynależności etnicznej 90,81% mieszkańców stanowili Słowacy.
Ze względu na wyznawaną religię struktura mieszkańców kształtowała się w 2001 roku następująco:
- Katolicy rzymscy – 52,43%
- Grekokatolicy – 1,08%
- Ewangelicy – 41,08%
- Ateiści – 0,54%
- Nie podano – 4,86%